# Grupo Logos
Grupo Logos é uma banda brasileira de música popular brasileira com temáticas cristãs, formada em 1981. É parte integrante da MEL (Missão Evangélica Logos), cujo nome vem da palavra Grega “logos”, que significa “Palavra viva”.
Fundado no início da década de 80, o grupo é bastante conhecido por cristãos protestantes de todo o Brasil.  O Logos surgiu após o fim do Grupo Elo, que contava com, além do casal fundador, Paulo Cézar da Silva e Nilma Soares da Silva (falecida em 19 de maio de 2020, depois de um período de internação hospitalar em consequência de um infarto), o casal Jairo Trench Gonçalves, mais conhecido como Jayrinho, e Hélia Trench Gonçalves, ambos falecidos em um acidente automobilístico em 14 de abril de 1981.
O Logos sempre foi voltado para missões, cumprindo, ano após ano uma agenda exaustiva de viagens missionárias pelo Brasil e outros países de forma independente, sem fazer questão de divulgar seus trabalhos nos meios de comunicação da música religiosa.
Classificado por muitos como um grupo de MPB cristão, o Logos é considerado um dos grupos musicais mais conceituados do meio protestante. Suas músicas foram regravadas por vários outros músicos, como Carlinhos Felix e Alex Gonzaga.
Ao todo, possui 18 álbuns lançados e 2 dvds, incluindo o mais novo lançamento intitulado Grupo Logos Acústico: Linha do Tempo, lançado em comemoração aos 32 anos de carreira.
Em março de 2015, o líder e fundador do grupo, Paulo Cézar, comunicou que o grupo estava desfazendo sua formação de banda, após quase 34 anos de atividade, mantendo a apresentação de Paulo Cezar e Nilma Soares juntos, com o auxílio de Playback.
Dia 19 de maio de 2020 Nilma veio falecer devido a uma luta contra o câncer. Em seu Instagram pastor Paulo Cezar declarou: "Nilma descansou e está com o Senhor..."

## Discografia
Álbuns de estúdio
- 1982: Caminhos
- 1983: Um Novo Dia
- 1984: Situações
- 1985: Mão no Arado
- 1986: Minhas Mãozinhas (disco infantil)
- 1987: Portas Abertas
- 1988: Uma Nova Canção
- 1989: Expressão de Louvor
- 1991: Novo Chão
- 1993: Autor da minha fé
- 1996: Conteúdo
- 2001: Marcas
- 2006: Pescador
- 2013: Acústico: Linha do Tempo
- 2025: Atrás do Vento

Compilações
- 1992: Onze Anos
- 1995: Melhores Momentos

Álbuns ao vivo
- 2002: Tributo 1
- 2002: Tributo 2
- 2007: Ao Vivo no Theatro da Paz

### Videografia
- 2002: Tributo - 22 Anos
- 2007: Ao Vivo no Teatro da Paz